# Electronic Arts
Electronic Arts (EA) is een Amerikaans computerspelbedrijf gevestigd in Redwood City, Californië. Het bedrijf werd op 23 mei 1982 opgericht door Trip Hawkins. In 2014 was Electronic Arts de vierde grootste computerspelontwikkelaar ter wereld, voorgegaan door Tencent Games, Sony Interactive Entertainment en Microsoft. Het bedrijf heeft controverses over zijn reclamebewegingen en de overname van andere studio's.
EA games ontwikkelt en publiceert onder verschillende labels, waaronder EA Sports-titels FIFA, Madden NFL, NHL, NCAA Football, NBA Live en SSX. Andere EA-labels produceren gevestigde franchises, zoals Battlefield-serie, Need for Speed, The Sims, Medal of Honor-serie, Command & Conquer-serie, als ook nieuwere franchises zoals Crysis-serie, Dead Space-serie, Mass Effect, Dragon Age, Army of Two-serie, Titanfall en Star Wars: Knights of the Old Republic, geproduceerd in samenwerking met LucasArts. EA bezit en opereert ook grotere gamestudio's, EA Tiburon in Orlando (Florida), EA Canada in Burnaby, BioWare in Edmonton en Montreal (Canada) en DICE in Zweden.

## Ondernemingen en studio's
Onderstaande zijn de ondernemingen van Electronic Arts, met bijhorende studio's die onder die merknaam vallen:
- EA Games
  - Criterion Games
  - Danger Close Games
  - Digital Illusions CE
  - EA Montréal (Motive Studios)
  - EA Partners
  - EA Phenomic
  - EA PopCap
  - Visceral Games
  - EA Interactive
    - Playfish
    - EA Mobile
- EA Sports
  - EA Tiburon (Maitland, Florida)
  - EA-NC (North Carolina)
  - EA Canada (Burnaby, Canada)
    - EA Black Box
- EA Maxis
  - The Sims Studio
  - Maxis Emeryville
  - EA Salt Lake
  - EA Hasbro
  - MySims
  - Casual Studios
- EA BioWare
  - BioWare Edmonton (Alberta, Canada)
  - BioWare Austin (Austin, Texas)
  - BioWare Montreal (Montreal, Quebec, Canada)
  - BioWare Mythic
  - Victory Games (vroeger: BioWare Victory)

### Voormalige ondernemingen en studio's
Onderstaande ondernemingen en studio's zijn in het verleden gekocht door EA Games, maar zijn uiteindelijk gesloten:
- Pandemic Studios
- Westwood Studios
- Bullfrog Productions
- EA Chicago

## Lijst van bekende computerspellen van Electronic Arts
- Apex Legends
- Battlefield-serie
- Burnout-serie
- Command & Conquer-serie
- Crysis-serie
- Dead Space-serie
- Dragon Age-serie
- FIFA-serie
- Harry Potter-serie
- James Bond Nightfire
- The Lord of the Rings: The Battle for Middle-earth (II)
- Mass Effect
- Medal of Honor-serie
- Mirror's Edge
- NBA Live-serie
- Need for Speed-serie
- Sim-serie
  - SimCity-serie
  - De Sims-serie
  - Spore
- The Simpsons Game
- SSX
- Star Wars: The Old Republic
- Star Wars Battlefront (II)